# 차서원 (1991년)
차서원(1991년 4월 15일 ~ )은 대한민국의 배우이다.
2019년 tvN 수목드라마 《청일전자 미쓰리》에 출연하면서, 본명 '이창엽'에서 '차서원'으로 활동명을 바꾸었다.
2022년 11월 22일 육군 기초군사훈련을 위하여 훈련소에 입소하면서 육군 현역으로 군 복무를 시작하였다.

## 학력
- 한국예술종합학교 영상원 영화과 (전문학사)

## 출연작

### 드라마
- 2013년 SBS 수목드라마 《상속자들》 ... 소개팅 남 역
- 2015년 KBS Drama 수목드라마 《Miss 맘마미아》 ... 동민 역
- 2015년 JTBC 수요드라마 《연쇄쇼핑가족》 ... 한지훈 역
- 2017년 MBC 월화드라마 《별별 며느리》 ... 최동주 역
- 2017년 MBC 월화 미니시리즈 《20세기 소년소녀》 ... 이동훈 역
- 2018년 MBC 주말 특별기획 드라마 《부잣집 아들》 ... 최용 역
- 2019년 KBS2 수목 미니시리즈 《왜그래 풍상씨》 ... 이외상 역
- 2019년 tvN 수목 미니시리즈 《청일전자 미쓰리》 ... 박도준 역
- 2021년 MBC 저녁 일일연속극 《두 번째 남편》 ... 윤재민 / 배서연 역
- 2023년 tvN 월화드라마 《청춘월담》 ... 성균관 장의 역 (12회 특별출연)
- 2023년 TVING 금요드라마 《비의도적 연애담》 ... 윤태준 역
- 2025년 Alwayz 《이웃집 악당》 ... 임수현 역

### 영화
| 연도 | 제목                                          | 역할          | 비고      |
| ---- | --------------------------------------------- | ------------- | --------- |
| 2013 | 《다정하게 바삭바삭》                         | 다이제        | 단편      |
| 2014 | 《아무도 겨레에 대해 너무 많이 알 수는 없다》 |               | 단편      |
| 2014 | 《추억의 속도》                               |               | 단편      |
| 2015 | 《제 팬티를 드릴게요》                        |               | 단편      |
| 2015 | 《그 자리》                                   |               | 단편      |
| 2019 | 《보희와 녹양》                               | 의사          | 특별 출연 |
| 2020 | 《그녀를 지우는 시간》                        | 태준          | 주연      |
| 2022 | 《헤어질 결심》                               | [흰꽃] 류선생 | 단역      |
| 2023 | 《비의도적 연애담 스페셜》                    |               | 주연      |

### 방송
- 2018년 KBS2 《해피투게더 시즌4》 - 게스트
- 2021년 MBC every1 《비디오스타》 - 게스트
- 2022년 MBC 《나 혼자 산다》 - 게스트
- 2022년 MBC every1 《떡볶이집 그오빠》 - 게스트
- 2022년 SBS 《찐친 이상 출발 딱 한 번 간다면》 - 게스트

### 뮤지컬
- 2016년 《마마 돈 크라이》 - 뱀파이어 역 (2016.4.27 ~ 2016.8.28 유니플렉스 2관)
- 2016년 《잃어버린 얼굴 1895》 - 고종 역 (2016.10.11 ~ 2016.10.23 예술의전당CJ토월극장)
- 2022년 《차미》 - 오진혁 역 (2022.4.22 ~ 2022.7.16 (서울 플러스씨어터 (구. 컬처스페이스 엔유))

### 연극
- 2015년 《클럽 살로메》 - 창엽 역 (2015.5.22 ~ 2015.5.25 프로젝트박스 시야)
- 2017년 《베헤모스》 - 태석 역 (2017.2.1 ~ 2017.4.2 충무아트센터 중극장 블랙)
- 2017년 《나쁜자석》 - 프레이저 역 (2017.3.5 ~ 2017.5.28 아트원씨어터 1관)
- 2021년 《데스트랩》 - 클리포드 앤더슨 역 (2021.3.30 ~ 2021.6.20 플러스씨어터 (구.컬처스페이스 엔유))

### 광고
- KCC - Home CC
- 아웃백
- 베지밀
- 더페이스샵
- 그날엔 (경동제약) - 2017년, with 아이유
- 시노카

## OST
- 두 번째 남편 OST Part.4 - 인생 뭐 있나
- 두 번째 남편 OST Part.5 - 그대가 있기에
- 두 번째 남편 OST Part.5 - 그대가 있기에 (Guitar Ver.)
- 두 번째 남편 OST Part.12 - 샤랄라
- 두 번째 남편 OST Part.13 - 너 땜에 장가를 못가

## 수상 및 후보
| 연도 | 시상식       | 부문                               | 작품          | 결과 |
| ---- | ------------ | ---------------------------------- | ------------- | ---- |
| 2019 | KBS 연기대상 | 남자 신인상                        | 왜그래 풍상씨 | 후보 |
| 2021 | MBC 연기대상 | 일일연속극 부문 남자 최우수 연기상 | 두 번째 남편  | 수상 |